# Tử chiến Trường Thành
Tử chiến Trường Thành (giản thể: 长城, tiếng Anh: The Great Wall) là một bộ phim điện ảnh Mỹ – Trung Quốc thuộc thể loại hành động – quái vật công chiếu năm 2016 do Trương Nghệ Mưu làm đạo diễn, đánh dấu đây là tác phẩm nói tiếng Anh đầu tiên của ông. Tác phẩm có sự tham gia diễn xuất của các diễn viên chính gồm Matt Damon, Pedro Pascal, Cảnh Điềm, Willem Dafoe và Lưu Đức Hoa. Lấy bối cảnh thời Tống Nhân Tông, tác phẩm theo chân hành trình đi tìm công thức thuốc súng của người lính đánh thuê William Garin. Khi tới Trường Thành, Garin vô tình bị cuốn vào trận tử chiến của quân đội Bắc Tống chống lại loài quái vật Thao Thiết, tấn công Trung Hoa mỗi sáu mươi năm một lần.
Ra mắt vào ngày 16 tháng 12 năm 2016, đây là phim điện ảnh có kinh phí cao nhất mọi thời đại từng được ghi hình tại Trung Quốc. Bộ phim sau đó cũng được ra mắt tại Mỹ vào ngày 17 tháng 2 năm 2017 và tại Việt Nam vào ngày 3 tháng 2 cùng năm. Sau khi ra mắt, tác phim nhận được nhiều đánh giá trái chiều từ giới phê bình khi bị cho là đã "phí phạm cốt truyện hoành tráng cho các pha hành động". Dù thu về 332 triệu USD trên toàn thế giới, Tử chiến Trường Thành vẫn bị coi là "bom xịt phòng vé" do chi phí sản xuất và quảng bá quá cao, với mức lỗ lên tới 75 triệu USD.

## Nội dung
William Garin và Pero Tovar cùng một nhóm lính đánh thuê châu Âu tới Trung Quốc vào thời Hoàng đế Tống Nhân Tông để tìm công thức điều chế thuốc súng. Khi cách Trường Thành vài dặm, họ bất ngờ bị tấn công bởi một sinh vật kì bí. Sau cùng, chỉ còn Garin và Tovar may mắn sống sót, hai người tiếp tục lên đường, đem theo cái chân vừa bị chặt đứt của con quái vật. Vừa đặt chân đến Trường Thành, họ ngay lập tức bị bắt giữ bởi lực lượng Vô Danh Lệnh do Thiệu điện soái và Vương quân sư chỉ huy. Vô Danh Lệnh vốn được thành lập để chống lại chính những quái vật mà Garin và Tovar từng gặp mang tên Thao Thiết. Chúng được cho là có nguồn gốc từ một thiên thạch, tấn công Trung Hoa mỗi sáu mươi năm một lần. Tìm thấy chân của quái vật trong hành lý của hai kẻ ngoại quốc, các tham mưu của Vô Danh Lệnh rất sửng sốt vì Thao Thiết đã hoạt động sớm hơn một tuần so với dự tính.
Ngay sau đó, binh đoàn quái vật ập tới Trường Thành. Trận thủ thành diễn ra ác liệt, cả hai phe đều chịu thương vong nặng nề cho tới khi con Thao Thiết đầu đàn (gọi là Thao Vương) ra hiệu cho cả đàn rút lui. Giữa hỗn loạn, Garin và Tovar được một người phương Tây cũng từng đi tìm thuốc súng vào 25 năm trước tên là Ballard giải thoát. Hiện tại, Ballard đang làm gia sư tiếng Anh và Latin ở Trường Thành. Sau khi thể hiện kỹ năng chiến đấu đáng kinh ngạc, cứu mạng anh lính trẻ Bành Dũng và giết hai Thao Thiết, bộ đôi Garin và Tovar rất được các tướng lĩnh của Vô Danh Lệnh kính trọng. Từ đây nhóm ba người châu Âu âm mưu lấy trộm thuốc súng và đào tẩu trong lần tấn công tiếp theo của Thao Thiết.
Đêm đó, hai con Thao Thiết trèo lên tường thành. Thiệu tướng quân tử trận, chức chủ soái được giao cho nữ tướng Lâm Mai. Cũng trong khoảng thời gian này, một đặc sứ được triều đình cử đến, đem theo một tài liệu cổ cho rằng nam châm có thể khắc chế sức mạnh của Thao Thiết. Vương quân sư cũng tin chính cục nam châm mà Garin mang theo bên mình, đã giúp anh đánh bại lũ quái vật. Để kiểm chứng giả thuyết, Garin đồng ý tham gia bắt sống một Thao Thiết. Điều này làm trì hoãn kế hoạch đào tẩu mà Ballard và Tovar đề ra, Tovar tức giận nhưng vẫn giúp Garin dù bị Ballard phản đối.
Trong lần công thành tiếp theo, quân số của Thao Thiết đông tới nỗi Vương quân sư phải cho sử dụng các loại hoả khí dùng thuốc súng với sức công phá khủng khiếp mà người phương Tây chưa từng biết đến. Quân Bắc Tống bắt sống thành công một Thao Thiết và chứng minh được giả thuyết của Vương quân sư. Mặc cho nguy hiểm, đặc sứ vẫn quyết định đem con Thao Thiết về kinh thành cho Hoàng đế chiêm ngưỡng.
Một đường hầm bí mật được phát hiện dưới chân Trường Thành. Hóa ra, các cuộc tấn công của Thao Thiết trước đó chỉ là chiêu bài đánh lạc hướng để chúng đào đường hầm xuyên qua tường thành. Trong khi Lâm Mạt đang tập trung điều tra, Ballard và Tovar lén trộm thuốc súng rồi đào thoát, Garin thì bị đánh bất tỉnh khi cố ngăn chặn hai người. Lâm Mạt cho bắt giam Garin vì cho rằng anh là đồng phạm. Sau khi bỏ trốn, Ballard bỏ rơi Tovar nhưng rồi bị một nhóm cướp bắt đi. Ông và cả nhóm cướp mất mạng vì không cẩn thận châm ngòi số thuốc súng. Tại kinh đô, đặc sứ đem Thao Thiết vào cung điện để thỏa mãn sự hiếu kỳ của Hoàng đế nhỏ tuổi và bá quan. Thế nhưng, con Thao Thiết tưởng như đã bất tỉnh chợt vùng dậy, truyền tín hiệu cho Thao Vương tấn công kinh thành.
Vô Danh Lệnh tức tốc hồi kinh cứu giá. Để rút ngắn thời gian, Lâm Mai quyết định hành quân bằng khinh khí cầu. Trước khi khởi hành, cô trả tự do cho Garin còn Vương quân sư thì dặn anh hãy cho thế giới biết về thảm họa đang cận kề. Bất chấp nguy hiểm, Garin vẫn quyết định theo Lâm Mai về kinh đô. Họ hạ cánh ngay hoàng cung, Vương quân sư đề nghị tiêu diệt Thao Vương bằng cách gắn thuốc nổ vào một con Thao Thiết rồi kích nổ ngay khi nó lại gần Thao Vương. Tại đây, Bành Dũng đã hy sinh để cứu đồng đội.
Lâm Mai và Garin leo lên một ngọn tháp cao để có thể dễ dàng ngắm bắn hỏa tiễn, châm ngòi cho khối thuốc nổ gắn trên mình con Thao Thiết khi nó tiếp cận Thao Vương. Trong khi đó, Vương quân sư hy sinh thân mình để chặn đường đám Thao Thiết. Hai mũi tên của Garin đều chệch hướng. Anh ném viên nam châm vào bầy Thao Thiết, khiến chúng dạt sang một bên, tạo ra khoảng trống đủ để Lâm Mai phi ngọn giáo gắn thuốc nổ vào giữa đàn quái vật, tiêu diệt Thao Vương. Toàn bộ binh đoàn Thao Thiết cũng lần lượt đổ gục theo. Cuộc chiến kết thúc, Lâm Mai tặng thuốc súng cho Garin nhưng anh khước từ và cùng Tovar quay trở về châu Âu.

## Diễn viên
- Matt Damon trong vai William Garin
- Pedro Pascal trong vai Pero Tovar
- Cảnh Điềm trong vai Lâm Mai tướng quân, Thủ lĩnh Phi Hạc quân
- Willem Dafoe trong vai Ballard
- Lưu Đức Hoa trong vai Vương quân sư
- Trương Hàm Dư trong vai Thiệu điện soái, Thủ lĩnh Hùng quân
- Bành Vu Yến trong vai Ngô tướng quân, Thủ lĩnh Hổ quân
- Lộc Hàm trong vai Bành Dũng
- Lâm Canh Tân trong vai Trần tướng quân, Thủ lĩnh Ưng quân
- Trần Học Đông trong vai Chỉ huy Cấm quân Biện Kinh
- Trịnh Khải trong vai Đặc sứ Xu Mật viện, Thẩm đại nhân
- Hoàng Hiên trong vai Đặng tướng quân, Thủ lĩnh Lộc quân
- Vương Tuấn Khải trong vai Hoàng đế Tống Nhân Tông
- Dư Tâm Điềm trong vai Phó tướng Phi Hạc quân Hiểu Ngọc
- Lưu Chung trong vai Phó tướng Phi Hạc quân Lý Thanh
- Lý Hanh trong vai lính truyền lệnh

## Sản xuất
Tử chiến Trường Thành bắt đầu quá trình quay phim chính vào ngày 30 tháng 3 năm 2015 tại Thanh Đảo, Trung Quốc. Với con số 150 triệu đô la Mỹ, vào thời điểm khởi quay, Tử chiến Trường Thành trở thành phim Trung Quốc đắt giá nhất mọi thời đại.

Ba bức tường thành đã được xây dựng, phục vụ cho quá trình sản xuất vì phim không thể quay trực tiếp tại Vạn Lý Trường Thành. Suốt quá trình làm phim, đạo diễn Trương Nghệ Mưu cho biết ông rất ấn tượng với số lượng phiên dịch viên đông đảo, hỗ trợ xử lý thông tin liên lạc trong một đoàn làm phim đa quốc gia. Đã có hơn 100 phiên dịch viên làm việc cùng các diễn viên và ê-kíp sản xuất Tử chiến Trường Thành. 

"Tôi và công ty sản xuất đã chuẩn bị cho Tử chiến Trường Thành suốt một thời gian dài. Đây sẽ là một tác phẩm hành động bom tấn. Tôi quyết định đứng máy bộ phim này vì đã nhận được rất nhiều lời đề nghị trong suốt 10–20 năm qua. Giờ thì quá trình sản xuất phim đã đủ mức hoành tráng và thực sự thu hút. Quan trọng nhất, Tử chiến Trường Thành mang màu sắc Trung Hoa."

—  Trương Nghệ Mưu, đạo diễn 

### Âm nhạc
Phần âm nhạc của phim do nhà soạn nhạc Ramin Djawadi đảm nhận. Ca khúc đầu tiên trong album nhạc phim mang tên Nameless Order (Vô Danh Lệnh) được phát hành vào ngày 14 tháng 12 năm 2016.

## Phát hành
Tử chiến Trường Thành chính thức công chiếu trên toàn Trung Quốc từ ngày 16 tháng 12 năm 2016. Universal Pictures phát hành phim ở thị trường Hoa Kỳ từ ngày 17 tháng 2 năm 2017 dưới các định dạng 3D, 2D và IMAX 3D.

### Quảng bá
Tử chiến Trường Thành công bố trailer đầu tiên vào tháng 7 năm 2016. Đoạn giới thiệu mở ra khung cảnh Vạn Lý Trường Thành trong màn sương mờ mịt với hàng ngàn binh lính sẵn sàng chiến đấu chống lại loài quái vật bí ẩn, cùng với đó là gương mặt của một vài diễn viên chính bao gồm Matt Damon và Lưu Đức Hoa.
Một bài hát quảng bá cho Tử chiến Trường Thành do Vương Lực Hoành và Đàm Duy Duy đồng thể hiện ra mắt vào ngày 15 tháng 11 năm 2016 mang tên Bridge of Fate (Nhất đạo kiều duyên phận). Phần nhạc của ca khúc do chính Vương Lực Hoành sáng tác, phần lời do Phương Văn Sơn, người cộng tác lâu năm với Châu Kiệt Luân viết. Vương Lực Hoành cùng Đàm Duy Duy đã trình diễn Bridge of Fate (Nhất đạo kiều duyên phận) theo hai phong cách âm nhạc khác nhau. Vương Lực Hoành hát pop, còn Đàm Duy Duy hát theo lối Tần xoang, một kiểu kinh kịch ở vùng Thiểm Tây.
Trương Lương Dĩnh phát hành MV ca nhạc tiếng Anh Battle Field cũng để quảng bá cho phim vào ngày 22 tháng 11 năm 2016. Battle Field do Timbaland sản xuất, được sáng tác bởi King Logan và tay keyboard Pj Morton của Maroon 5, phần lời ca khúc do Josiah "JoJo" Martin và Trương Lương Dĩnh viết.
Universal Pictures và Legendary Pictures ra mắt áp phích của 8 nhân vật trong phim vào ngày 17 tháng 11 năm 2016. Tổng cộng, Legendary đã chi từ 110 đến 120 triệu đô la Mỹ cho công tác quảng cáo, tiếp thị phim trên toàn thế giới.
Legendary Pictures đã đưa ra quyết định chiến lược khi hợp tác với các nhà đầu tư Trung Quốc, đồng thời thay đổi kế hoạch sản xuất của họ để phục vụ tốt hơn cho khán giả tại đây. Tử chiến Trường Thành do Legendary, China Film Group, và Universal Pictures cùng đầu tư là một nỗ lực hợp tác giữa các ông lớn của hai nền điện ảnh Trung Quốc và Hoa Kỳ. Tác phẩm được chỉ đạo bởi đạo diễn người Trung Quốc, Trương Nghệ Mưu, với sự tham gia của các diễn viên Hollywood như Matt Damon và Willem Dafoe cùng với nhiều ngôi sao Hoa ngữ nhằm lôi kéo khán giả Trung Quốc tới rạp. Mặc dù Tử chiến Trường Thành bị coi là thất bại phòng vé ngay tại chính tại quê hương, nhưng mục đích ban đầu của nó vẫn là rất rõ ràng và đủ sức hiện thực hóa. Các hãng như Pixar đã thực hiện vài điều chỉnh nhỏ đối với bộ phim để thu hút khán giả quốc tế.
Tác phẩm có phiên bản tải xuống vào ngày 9 tháng 5 năm 2017. Định dạng DVD và Blu-ray thì được phát hành vào ngày 23 tháng 5 năm 2017.

## Phản hồi

### Doanh thu phòng vé
Tử chiến Trường Thành đã thu về 45,5 triệu đô la Mỹ ở Hoa Kỳ và Canada, 289,4 triệu đô la Mỹ ở các quốc gia khác. Như vậy, tổng doanh thu toàn cầu của phim là 334,9 triệu đô la Mỹ, trong khi kinh phí sản xuất đã là 150 triệu đô la Mỹ.
Tại Trung Quốc, Tử chiến Trường Thành ra rạp từ ngày 16 tháng 12 năm 2016, thu về 24,3 triệu đô la Mỹ trong ngày đầu tiên và 67,4 triệu đô la Mỹ trong tuần mở màn. Kết thúc tuần thứ hai, phim thu về 26,1 triệu đô la Mỹ. Sau đợt công chiếu ở quê nhà, Tử chiến Trường Thành gây thất vọng khi tổng doanh thu chỉ là 170,9 triệu đô la Mỹ.
Tại Hoa Kỳ và Canada, Tử chiến Trường Thành khởi chiếu cùng đợt với hai bộ phim A Cure for Wellness, Fist Fight và được dự đoán sẽ thu về 17 đến 19 triệu đô la Mỹ từ khoảng 3.200 rạp chiếu trong tuần mở màn. Phim kiếm về 970.000 đô la Mỹ tại 2.470 rạp từ buổi chiếu trước vào tối thứ năm và 5,9 triệu đô la Mỹ vào ngày công chiếu chính thức đầu tiên. Sau đó, tác phẩm tiếp tục thu về 18,1 triệu đô la Mỹ, đứng thứ ba tại phòng vé, xếp sau The Lego Batman Movie và Năm mươi sắc thái đen. Cuối cùng tổng doanh thu là 45,2 triệu đô la Mỹ. Tử chiến Trường Thành cùng với Warcraft: Đại chiến hai thế giới, Kẻ hủy diệt: Thời đại Genisys và XXx: Phản đòn phát hành cùng năm là 3 phim Hollywood duy nhất kiếm được 100 triệu đô la Mỹ ở Trung Quốc mà không làm được điều tương tự ở Hoa Kỳ.
Vào tháng 3 năm 2017, tờ The Hollywood Reporter cho rằng bộ phim có khả năng lỗ khoảng 75 triệu đô la Mỹ do thành tích tệ hại ở các rạp chiếu, kém khả quan ở hầu hết các thị trường bao gồm cả Hoa Kỳ và Canada. Mức thiệt hại của bốn hãng phim sẽ khác nhau, với Universal Pictures, công ty tài trợ khoảng 25% trong tổng kinh phí sản xuất, lỗ khoảng 10 triệu đô la Mỹ. Legendary Entertainment, China Film Group và Le Vision Pictures mất mát tương đương. Tuy nhiên, vì Universal trang trải gần như toàn bộ chi phí tiếp thị toàn cầu của bộ phim (trên 80 triệu đô la Mỹ) nên hãng này thiệt hại nhiều hơn cả. Tử chiến Trường Thành vẫn có thể bù vốn phần nào thông qua các kênh phụ thu, chẳng hạn như phí giải trí tại gia và bản quyền truyền hình. Tháng 3 năm 2018, Deadline Hollywood kết luận bộ phim đã thua lỗ 74,5 triệu đô la Mỹ khi tính toán tất cả các khoản doanh thu và chi phí.

### Đánh giá, phê bình
Tử chiến Trường Thành được Rotten Tomatoes chấm 35%, với mức điểm trung bình là 4.91/10 thông qua 231 lượt đánh giá. Trang này viết: "Đối với một bộ phim của Trương Nghệ Mưu, có sự góp mặt của Matt Damon và Willem Dafoe trong cuộc chiến chống lại những quái vật cổ đại, Tử chiến Trường Thành không thú vị và cũng không mang tính giải trí cao như người ta mong đợi." Trên Metacritic, Tử chiến Trường Thành giành được số điểm 42/100 từ 40 đánh giá, xếp vào dạng "Mixed or average (đánh giá đa dạng, trung bình)". Khán giả được khảo sát trên CinemaScore thì tặng cho phim mức điểm "B" trên thang điểm từ A+ tới F.
Clarence Tsui, cây viết của The Hollywood Reporter, nhận xét phim tiêu cực: "Tử chiến Trường Thành dễ dàng dẫn đầu danh sách bom tấn kém hấp dẫn nhất trong sự nghiệp của cả đạo diễn và dàn diễn viên tham gia bộ phim này."

## Tranh cãi

### Nhân vật chính là người da trắng trong bối cảnh phim Đông Á
Vì một số nhân vật bao gồm cả nhân vật chính do Matt Damon thủ vai là người da trắng trong một bộ phim lấy bối cảnh Trung Hoa thời trung cổ, Tử chiến Trường Thành bị cáo buộc "tẩy trắng" và sử dụng mô típ "cứu tinh da trắng" trước khi phát hành. Ann Hornaday, nhà phê bình phim chính của The Washington Post, đã viết: "Lo ngại ban đầu về việc Damon đóng vai 'vị cứu tinh da trắng' trong phim là vô căn cứ. Nhân vật tay lính đánh thuê của anh ấy là một người hùng nhưng rõ ràng cũng chỉ làm nền cho các chuẩn mực và lòng dũng cảm vượt trội đến từ những chiến hữu Trung Quốc của anh mà thôi." Jonathan Kim, trong một bài review trên tờ The Huffington Post, nói: "Là một người xem Tử chiến Trường Thành, khi nghe về những cáo buộc liên quan tới việc tác phẩm hạ thấp người Trung Quốc và đề cao người da trắng, tôi cho rằng bộ phim vô tội. Về câu hỏi liệu có đúng là Tử chiến Trường Thành sử dụng mô típ "cứu tinh da trắng" hay không thì phức tạp hơn một chút nhưng tôi vẫn khẳng định phim không làm điều này. Cũng không có chuyện phim 'tẩy trắng' nhân vật".
Đạo diễn Trương Nghệ Mưu nói Damon sẽ không nhận một kiểu vai ấn định cho diễn viên Trung Quốc. Ông chỉ trích những người gièm pha, rằng họ là những kẻ "không thức thời". Trương Nghệ Mưu tuyên bố: "Theo nhiều hướng thì Tử chiến Trường Thành trái ngược với những gì đang bị đánh giá. Lần đầu tiên, một bộ phim mang đậm màu sắc văn hóa Trung Hoa, với một trong những dàn diễn viên Trung Quốc lớn nhất từng được quy tụ, đang được thực hiện ở quy mô lớn, hướng đến khán giả toàn thế giới. Tôi tin rằng đó là một xu hướng nên được ngành công nghiệp điện ảnh của chúng ta đón nhận".

### Phản ứng chỉ trích tại Trung Quốc
Nhà đầu tư lớn nhất của bộ phim, Tập đoàn Vạn Đạt (chủ sở hữu của Legendary Pictures) có mối quan hệ tốt đẹp với chính phủ Trung Quốc cũng như Đảng Cộng sản Trung Quốc. Tính đến tháng 7 năm 2017, người dùng trang web đánh giá phim Douban đã cho Tử chiến Trường Thành điểm 4,9/10, được coi là rất thấp. Trên Maoyan, một trang tổng hợp đánh giá phim khác, "điểm chuyên môn" của phim cũng là 4,9/10. Vào ngày 28 tháng 12 năm 2016, tờ báo truyền thông chính thức của Đảng Cộng sản Trung Quốc, Nhân Dân nhật báo, đã đăng một bài báo trên website của mình, chỉ trích thẳng thừng Douban và Maoyan vì đã làm tổn hại đến ngành công nghiệp điện ảnh nước này với những đánh giá tồi tệ của họ. Cùng ngày, Maoyan gỡ "điểm chuyên môn" của Tử chiến Trường Thành.